# 九龍巴士28B線
九龍巴士28B線是香港九龍一條來往彩福邨和啟德（啟晴邨）的巴士路線，途經樂華邨、聯合醫院、觀塘市中心及九龍灣。
本線由九巴28A及224M線重組合併而成，於2013年3月28日投入服務。

## 開辦背景
彩雲道發展區的公共屋邨（彩福邨、彩德邨、彩盈邨）自2010年初起相繼入伙，於同年3月，有觀塘區議員引述運輸署指出，彩福邨落成後不會有巴士或專線小巴駛經，理由是彩福邨往觀塘道或港鐵九龍灣站只有約10分鐘的路程，故不會提供公共交通服務。但區議會認為彩福邨若只有升降機塔接駁山下的彩盈邨及彩霞邨，而沒有其他公共交通工具，故一直爭取開辦正式的公共交通工具。其後在區議會的壓力下，運輸署終於批准該處開辦專線小巴服務，及增設9號線 (後於2018年2月12日提升至常規服務)及111線的特別班次（111P線），但在四彩區及佐敦谷人口增加的情況下，增加一條服務該帶的全日巴士路線逼在眉捷。
另一方面，服務樂華邨往返觀塘碼頭的28A線，及德福花園至九龍灣的224M線，分別受到專線小巴22M及九龍灣區商業大廈（國際展貿中心、宏天廣場、企業廣場）接駁港鐵九龍灣站的免費穿梭巴士競爭，令該兩線客量長期偏低。
為善用區內巴士資源，加上近年彩福邨、彩盈邨及彩霞邨居民陸續入伙狀況，運輸署及九巴建議將該兩線取消，改為開辦一條全新路線，提供彩雲道發展區（彩福邨、彩德邨、彩盈邨）來往觀塘市中心、九龍灣商貿區的直達巴士服務，運輸署於2012年9月27日於觀塘區議會交通及運輸委員會會議上提出該項重組建議，並獲得區議會通過，當時計劃合併後將新路線仍然稱為28A，最後正名為28B線，於2013年3月28日起投入服務，樂華來往觀塘碼頭的服務則由同日開辦的專線小巴22A（樂華至觀塘碼頭，循環線）取代，前往功樂道的早晨服務則由同日開辦的28S替代。
因應相隔啟業邨及麗晶花園一街之隔的啟德發展區公共屋邨（啟晴邨、德朗邨）於2013年7月起陸續落成入伙，配合該區發展及人口增長，九巴及運輸署於《2015-2016年九龍城及觀塘區巴士路線計劃》中建議本路線總站由啟業延長至啟德（啟晴邨），為啟德發展區居民提供直達港鐵牛頭角站、觀塘市中心及聯合醫院的公共交通服務。不過，有關安排產生頗大的爭議，麗晶選區時任區議員潘進源以影響麗晶花園居民為理由，帶頭反對路線延長，團體「公屋聯會」內部亦出現意見分歧。由於時任區議員潘進源於2015年區議會選舉中連任失敗，延長路線的建議最終得到落實，於2015年12月19日起實施，而啟業巴士總站騰出的車坑則作出重組，以供同日延長至啟業的過海隧道巴士108線遷入。由於啟德（啟晴邨）總站按2015年區議會選區分界，屬九龍城區議會的啟德北選區（G12），因此本路線延長總站後，由區內路線變成跨區路線。
- 2015年1月26日：每日15:00起由啟業開出的班次，將加經牛頭角巴士總站。
- 2015年12月19日：九龍灣區總站由啟業延長至啟德（啟晴邨）[5]。
- 2015年12月31日：增設到站時間預報。

## 服務時間及班次
| 彩福開           | 彩福開       | 彩福開       | 啟德（啟晴邨）開 | 啟德（啟晴邨）開 | 啟德（啟晴邨）開 |
| 日期             | 服務時間     | 班次（分鐘） | 日期             | 服務時間         | 班次（分鐘）     |
| ---------------- | ------------ | ------------ | ---------------- | ---------------- | ---------------- |
| 星期一至六       | 06:20、06:40 | 06:20、06:40 | 星期一至六       | 06:25            | 06:25            |
| 星期一至六       | 07:00-08:00  | 15           | 星期一至六       | 06:50-07:40      | 15/20            |
| 星期一至六       | 08:00-22:00  | 20           | 星期一至六       | 07:40-14:40      | 20               |
| 星期一至六       |              |              |                  | 15:00-15:55      | 15/20            |
| 星期一至六       | 16:15-21:35  | 20           |                  |                  |                  |
| 星期一至六       | 22:00        |              |                  |                  |                  |
| 星期日及公眾假期 | 07:00-21:00  | 20           | 星期日及公眾假期 | 07:00-14:40      | 20               |
| 星期日及公眾假期 |              |              |                  | 15:00-21:00      | 20               |

- 藍字班次不經牛頭角總站

## 八達通轉乘優惠
28B↔新界區巴士路線，第二程可獲 $4.20 的折扣優惠。
- 28B→38、40(A)、40P、42C、62X、74A、(2)74X/B/D/E/P、80、80X、 83X、89、89B、89C、89D、89X、258D/P、259D、268C/A、(2)69C、277E/P/X/A
- 38、40(A)、40P、42C、62X、74X/B/C/D/E/P、80(P)、80X、83A/X、89、89B、89C、89D/P、89X、258D/A/P/S、259D、268C/A、(2)69C、277E/P/X/A→28B

本線↔258D/259D可同時享用屯門公路轉車站轉乘優惠
本線↔69C/268C/269C可同時享用大欖隧道轉乘優惠

## 收費
全程：$5.8
- 牛頭角站往啟德（啟晴邨）：$5.3
- 物華街往彩褔：$5.3

| - 本線設有12歲以下小童及65歲或以上長者半價優惠。 - 65歲或以上香港居民使用「樂悠咭」，以及12歲以下合資格殘疾兒童使用「殘疾人士身份」個人八達通繳付車資，均可享有每程$2.0或半價（以較低者為準）的票價優惠；12至64歲合資格殘疾人士使用「殘疾人士身份」個人八達通（包括「樂悠咭」），以及60至64歲香港居民使用「樂悠咭」繳付車資，均可享有每程$2.0或全費（以較低者為準）的票價優惠。 - 65歲或以上長者如使用長者或一般個人八達通繳付車資，則只可享有半價優惠；12至64歲合資格殘疾人士如不使用「殘疾人士身份」個人八達通，以及60至64歲人士如不使用「樂悠咭」繳付車資，必須繳付全費。 - 乘客可以現金或八達通於上車時付款，不設找續。 - 每位成人乘客可免費攜帶最多兩名4歲以下而不佔座位的兒童乘客乘車，超額之4歲以下小童必須繳付小童車費乘車。 - 持有「九巴月票」之乘客在車票有效期內，每日可享最多10程任何九龍巴士及龍運巴士路線（包括本路線，以及聯營路線的九龍巴士／龍運巴士提供的班次；惟乘搭機場「A」及「NA」線則可享原價二七折優惠（不會計算每天10次合資格車程））；而B1線則每日可享最多各2程（不會計算每天10次合資格車程）。 - 九龍巴士、城巴、龍運巴士及陽光巴士全職員工及家屬（不包括外判職員）可免費乘搭本路線，惟必須拍職員或職員家屬八達通。 - 乘客亦可透過多元化電子支付系統（e度嘟）繳付車資，包括使用非接觸式VISA卡、JCB卡、萬事達卡、銀聯卡、美國運通、大來國際、Discover Card、Apple Pay、Google Pay、Samsung Pay、AlipayHK「易乘碼」、支付寶、WeChatHK／微信支付「搭車碼」、銀聯雲閃付「乘車碼」及BOC Pay「乘車碼」。乘客使用此付款方式，使用此支付方式的乘客可享有中途下車之分段收費，以及與其他九巴／龍運獨營路線或聯營線九巴／龍運班次之轉乘優惠，惟不適用於與非九巴／龍運路線之轉乘優惠，亦不能享有「公共交通費用補貼計劃」及「長者及合資格殘疾人士公共交通票價優惠計劃」。 |

## 使用車輛
現時本線使用6輛富豪B9TL 12米（1輛AVBE (28B-60/61)、5輛AVBWU）及1輛Enviro500 12米（ATEE）行走本線。
| 車隊編號 | 車牌   |
| -------- | ------ |
| ATENU17  | SB5243 |
| ATENU19  | SB5480 |
| ATENU33  | SC5677 |
| ATENU128 | SH1484 |
| AVBWU353 | SY9782 |
| AVBWU367 | SZ5712 |
| AVBWU416 | TM8418 |

## 行車路線
彩福開經：彩榮路、天橋、彩霞道、振華道、康寧道、協和街、同仁街、裕民坊、康寧道、牛頭角道、天橋、常怡道、宏照道、沐翠街、承啟道及沐虹街。
啟德（啟晴邨）開經：沐虹街、沐翠街、宏照道、常悅道、常怡道、天橋、牛頭角道、康寧道、物華街、協和街、康寧道、振華道、牛頭角巴士總站、佐敦谷北道、彩霞道、天橋及彩榮路。
斜體字之路段祇限每日15:00後開出的班次駛經

### 沿線車站

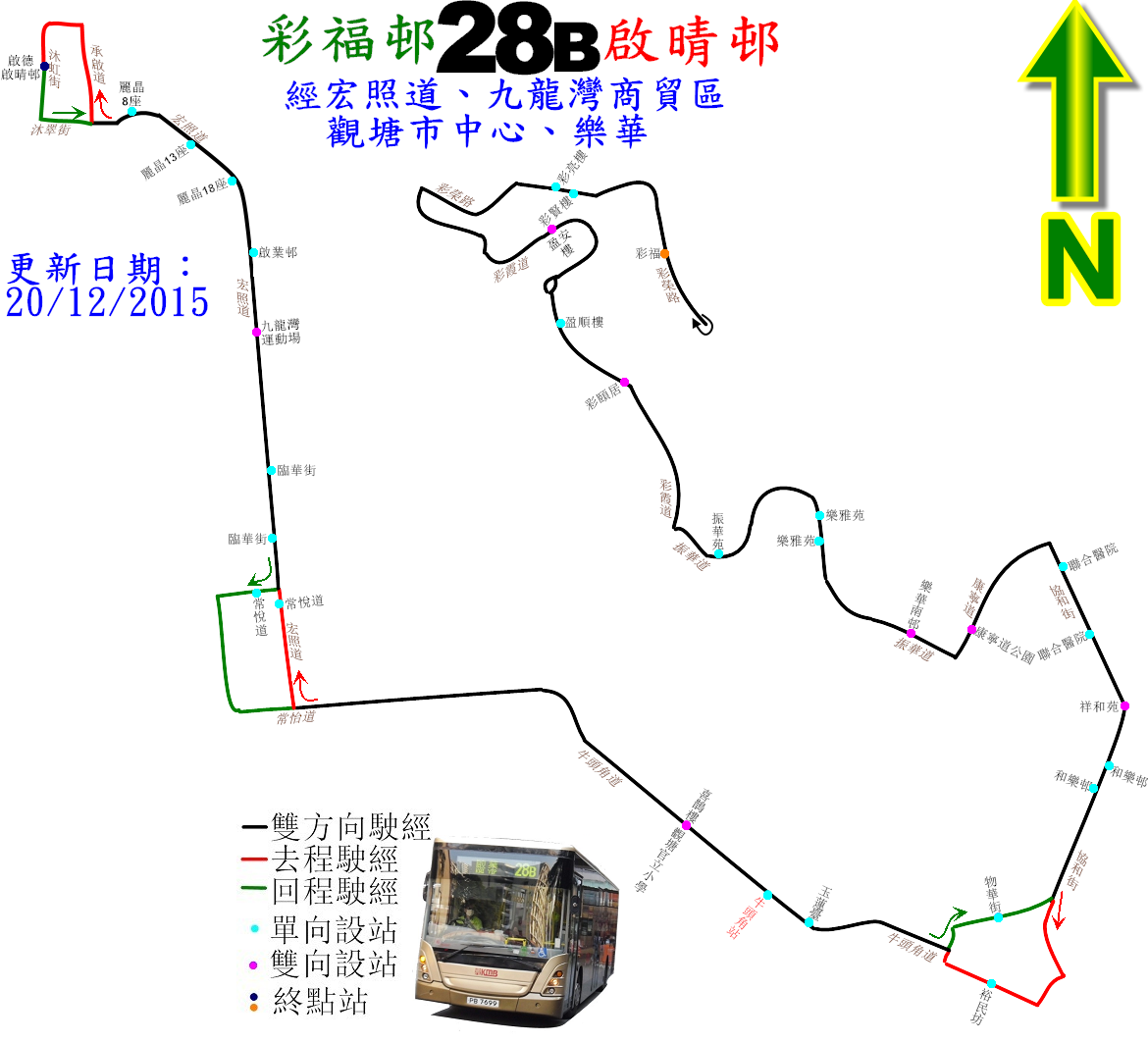
28B線的走線圖

| 彩福開 | 彩福開         | 彩福開       | 啟德（啟晴邨）開 | 啟德（啟晴邨）開 | 啟德（啟晴邨）開 |
| 序號   | 車站名稱       | 位置         | 序號             | 車站名稱         | 位置             |
| ------ | -------------- | ------------ | ---------------- | ---------------- | ---------------- |
| 1      | 彩福巴士總站   | 彩福巴士總站 | 1                | 啟德（啟晴邨）   | 沐虹街           |
| 2      | 彩德邨彩賢樓   | 彩榮路       | 2                | 麗晶花園第8座    | 宏照道           |
| 3      | 彩盈邨盈安樓   | 彩霞道       | 3                | 啟業邨           | 宏照道           |
| 4      | 彩盈邨盈順樓   | 彩霞道       | 4                | 九龍灣運動場     | 宏照道           |
| 5      | 彩頤居         | 彩霞道       | 5                | 臨華街           | 宏照道           |
| 6      | 振華苑         | 振華道       | 6                | 常悅道           | 常悅道           |
| 7      | 樂雅苑         | 振華道       | 7                | 喜鵲樓           | 牛頭角道         |
| 8      | 樂華南邨       | 振華道       | 8                | 玉蓮臺           | 牛頭角道         |
| 9      | 康寧道公園     | 康寧道       | 9                | 物華街           | 物華街           |
| 10     | 聯合醫院       | 協和街       | 10               | 和樂邨           | 協和街           |
| 11     | 祥和苑         | 協和街       | 11               | 祥和苑           | 協和街           |
| 12     | 和樂邨         | 協和街       | 12               | 聯合醫院         | 協和街           |
| 13     | 裕民坊         | 裕民坊       | 13               | 康寧道公園       | 康寧道           |
| 14     | 牛頭角站       | 牛頭角道     | 14               | 樂華南邨         | 振華道           |
| 15     | 觀塘官立小學   | 牛頭角道     | 15               | 樂雅苑           | 振華道           |
| 16     | 常悅道         | 宏照道       | 16^              | 牛頭角           | 牛頭角巴士總站   |
| 17     | 臨華街         | 宏照道       | 17               | 彩頤居           | 彩霞道           |
| 18     | 九龍灣運動場   | 宏照道       | 18               | 彩盈邨盈安樓     | 彩霞道           |
| 19     | 麗晶花園18座   | 宏照道       | 19               | 彩德商場         | 彩榮路           |
| 20     | 麗晶花園13座   | 宏照道       | 20               | 彩德邨彩亮樓     | 彩榮路           |
| 21     | 啟德（啟晴邨） | 沐虹街       | 21               | 彩福巴士總站     | 彩福巴士總站     |

有 ^ 號之車站祇限每日15:00後由啟德開出的班次停靠。